# Ratenelle
Ratenelle ist eine französische Gemeinde im Département Saône-et-Loire in der Region Bourgogne-Franche-Comté. Sie gehört zum Arrondissement Louhans und zum Kanton Cuiseaux. Die Gemeinde hat 369 Einwohner (Stand: 1. Januar 2022), sie werden Ratenellais, resp. Ratenellaises genannt. Zusätzlich tauchen die Bezeichnungen Ratenaloux und Rotenalats auf.

## Geografie

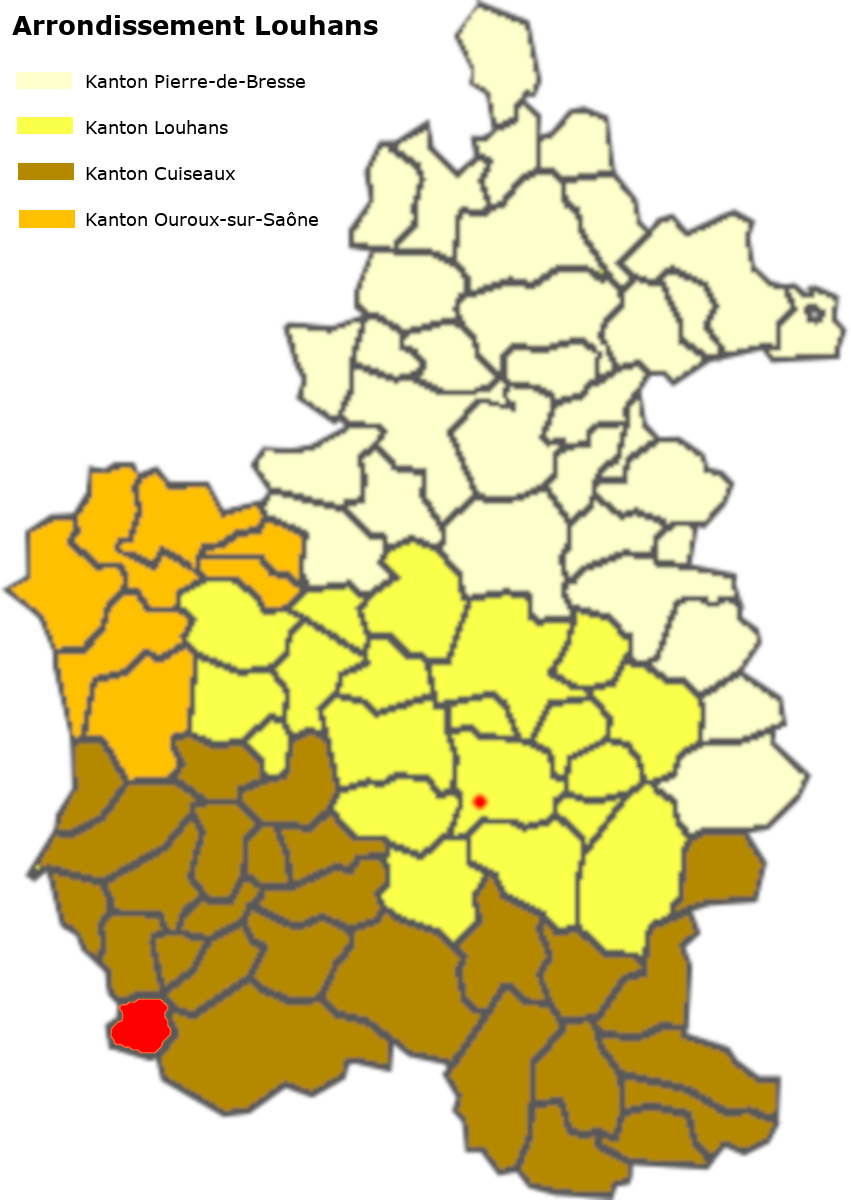
Lage der Gemeinde im Arrondissement Louhans

Die Gemeinde liegt in der Landschaft der Bresse, an der Südgrenze dea Arrondissement Louhans. Die westlichen Gemeindegebiete bilden den Übergang zur Landschaft des Vallée de la Saône. Der Nachbarort im Süden ist Sermoyer, er gehört bereits zum Département Ain. Im Westen grenzt die Gemeinde an La Truchère und an Préty, die beide zum Arrondissement Mâcon gehören. Bis 2016 gehörte Ratenelle ebenfalls zum Arrondissement Mâcon, per 1. Januar 2017 wurde der Wechsel zum Arrondissement Louhans vollzogen.
Die Gemeinde ist lediglich im Bourg besiedelt, Außenwachten und Weiler finden sich keine. Große Teile der Gemeinde bestehen aus Ackerflächen, lediglich im Nordwesten finden sich größere zusammenhängende Waldflächen.
Die Ost- und Südgrenze der Gemeinde bildet die Seille, sie nimmt im Süden der Gemeinde etliche Biefs auf, die hier Biez genannt werden. Dazu gehören der Biez de la Culod und der Biez de Benod, die das südliche Gemeindegebiet entwässern. Von Süden her mündet der Biez des Bourdons in die Seille. Dieser entspringt bereits in den Ausläufern des Jura, verbunden mit entsprechend hohen Wassermassen.
Die Gemeinde wird von der Departementsstraß D37 in West-Ost-Richtung durchquert. Sie ist im Norden und Westen recht stark bewaldet, im Auengebiet der Seille finden sich häufig Pappelplantagen. Zur Gemeinde gehören die folgenden Weiler und Fluren: Biez-de-Benod (Gewässer), Biez-de-la-Culod (Gewässer), le Chaudron, la Croix-Blanche, Port-Seille, Pra.

### Klima
Das Klima in Ratenelle ist warm und gemäßigt. Es gibt das ganze Jahr über deutliche Niederschläge, selbst der trockenste Monat weist noch hohe Niederschlagsmengen auf. Die Klassifikation des Klimas nach Köppen und Geiger ist Cfb ((Gemäßigtes) Ozeanklima). Die Temperatur liegt im Jahresdurchschnitt bei 12,1 °C. Der wärmste Monat ist der Juli mit einer Durchschnittstemperatur von 21,2 °C, der kälteste der Januar mit 3,4 °C. Über ein Jahr verteilt summieren sich die Niederschläge auf 1121 mm, dabei ist der November mit 118 mm der niederschlagsreichste, während März als trockenster Monat 77 mm aufweist. Über das ganze Jahr werden etwa 2755 Sonnenstunden gezählt.
|                        | Jan | Feb | Mär  | Apr  | Mai  | Jun  | Jul  | Aug  | Sep  | Okt  | Nov  | Dez |   |      |
| Mittl. Temperatur (°C) | 3,4 | 4,0 | 7,6  | 11,2 | 15,1 | 19,2 | 21,2 | 20,8 | 17,0 | 13,0 | 7,5  | 4,2 | ⌀ | 12,1 |
| Mittl. Tagesmax. (°C)  | 6,3 | 7,7 | 12,0 | 15,8 | 19,5 | 24,0 | 25,9 | 25,6 | 21,5 | 17,0 | 10,6 | 6,9 | ⌀ | 16,1 |
| Mittl. Tagesmin. (°C)  | 0,8 | 0,7 | 3,3  | 6,5  | 10,4 | 14,3 | 16,4 | 16,0 | 12,9 | 9,4  | 4,6  | 1,6 | ⌀ | 8,1  |
|                        |     |     |      |      |      |      |      |      |      |      |      |     |   |      |
| Niederschlag (mm)      | 94  | 79  | 77   | 93   | 99   | 83   | 82   | 88   | 99   | 109  | 118  | 100 | Σ | 1121 |

| 0,8 |

| 0,7 |

| 3,3 |

| 6,5 |

| 10,4 |

| 14,3 |

| 16,4 |

| 16,0 |

| 12,9 |

| 9,4 |

| 4,6 |

| 1,6 |

| 0,8 |

| 0,7 |

| 3,3 |

| 6,5 |

| 10,4 |

| 14,3 |

| 16,4 |

| 16,0 |

| 12,9 |

| 9,4 |

| 4,6 |

| 1,6 |

## Toponymie
Ratenelle wird im 14. Jahrhundert erstmals erwähnt im Zusammenhang mit einem Peroninus de Ratenella, alias de Ratanello. 1314 wird bereits der Hafen von Ratenelle erwähnt. Die Entstehung des Namens ist ungewiss, im Mittelalter führte der Ort im Wappen drei Heurechen, man glaubte also, der Ortsname gehe auf dieses Gerät (frz.: râteau) zurück. Wahrscheinlicher ist jedoch die Herkunft von ratis (lat.: Farnkraut), ohne jedoch quellenmäßig belegt zu sein.

## Geschichte
In gallorömischer Zeit war die Gegend nur dünn besiedelt, im Mittelalter entstanden schließlich Zwei Dörfer dicht nebeneinander. Sie waren jedoch voneinander unabhängig, eines gehörte zur Kastellanei Cuisery, das andere dem Prior der Benediktinerabtei Ambronay. 1306 zählte das Oberdorf 62 Familien und war im Besitz von Amadeus V. von Savoyen. Im Unterdorf residierte der Prior in einer stark befestigten Residenz über der Seille. Als Inhaber der geistlichen und weltlichen Macht, ist er der Herr des Dorfes und kassiert Zins und Steuern der rund 35 Familien. Die Bewohner dieses Dorfes waren zum Priorat kirchhörig, während die von oben zur Bernhardskirche gehörten. Beide Dörfer hatten also ihre Kirche, ihren Friedhof, ihren Pfarrer. Da aber die Bernhardskirche dem Prior unterstand, bildeten sie letztlich doch eine gemeinsame Pfarrei, die der Diözese von Chalon-sur-Saône unterstand. Diese Verbindung endete mit der Revolution, die beide Dörfer vereinigte und Ratenelle zu einer Gemeinde machte. Allerdings blieben von der Bernhardskirche und dem Friedhof keinerlei Spuren übrig. Die heutige Kirche ist Mariae Himmelfahrt geweiht.

### Heraldik
Die Gemeinde Ratenelle benutzt ein Wappen mit drei stehende Rechen mit einer goldenen Mondsichel auf blauem Grund als Wappenzeichen. Blasonierung: Auf Blau drei braune Rechen pfahlweise mit den Griffen nach unten, der rechte schräg abgewandt, der linke und mittlere schräg, mit einer goldenenr Mondsichel, die Spitzen nach rechts unter den flankierenden Rechen auf dem mittleren brochiert.  Das Wappen wird auf offiziellen Briefköpfen der Gemeindeverwaltung und der Internetseite benutzt, allerdings in abgewandelter Form, indem der Azurschild hellblau gebordet ist und zu fast weiß im Zentrum übergeht.

## Bevölkerung
| Ratenelle: Einwohnerzahlen von 1793 bis 2020 | Ratenelle: Einwohnerzahlen von 1793 bis 2020 | Ratenelle: Einwohnerzahlen von 1793 bis 2020 | Ratenelle: Einwohnerzahlen von 1793 bis 2020 | Ratenelle: Einwohnerzahlen von 1793 bis 2020 |
| --- | -------------------------------------------- | -------------------------------------------- | -------------------------------------------- | -------------------------------------------- |
| Jahr |                                              |                                              |                                              | Einwohner                                    |
| 1793 | 1793                                         |                                              | 700                                          | 700                                          |
| 1800 | 1800                                         |                                              | 616                                          | 616                                          |
| 1806 | 1806                                         |                                              | 707                                          | 707                                          |
| 1821 | 1821                                         |                                              | 700                                          | 700                                          |
| 1831 | 1831                                         |                                              | 726                                          | 726                                          |
| 1836 | 1836                                         |                                              | 680                                          | 680                                          |
| 1841 | 1841                                         |                                              | 662                                          | 662                                          |
| 1846 | 1846                                         |                                              | 694                                          | 694                                          |
| 1851 | 1851                                         |                                              | 694                                          | 694                                          |
| 1856 | 1856                                         |                                              | 678                                          | 678                                          |
| 1861 | 1861                                         |                                              | 679                                          | 679                                          |
| 1866 | 1866                                         |                                              | 660                                          | 660                                          |
| 1872 | 1872                                         |                                              | 660                                          | 660                                          |
| 1876 | 1876                                         |                                              | 741                                          | 741                                          |
| 1881 | 1881                                         |                                              | 705                                          | 705                                          |
| 1886 | 1886                                         |                                              | 655                                          | 655                                          |
| 1891 | 1891                                         |                                              | 649                                          | 649                                          |
| 1896 | 1896                                         |                                              | 618                                          | 618                                          |
| 1901 | 1901                                         |                                              | 588                                          | 588                                          |
| 1906 | 1906                                         |                                              | 577                                          | 577                                          |
| 1911 | 1911                                         |                                              | 569                                          | 569                                          |
| 1921 | 1921                                         |                                              | 517                                          | 517                                          |
| 1926 | 1926                                         |                                              | 520                                          | 520                                          |
| 1931 | 1931                                         |                                              | 493                                          | 493                                          |
| 1936 | 1936                                         |                                              | 482                                          | 482                                          |
| 1946 | 1946                                         |                                              | 465                                          | 465                                          |
| 1954 | 1954                                         |                                              | 390                                          | 390                                          |
| 1962 | 1962                                         |                                              | 336                                          | 336                                          |
| 1968 | 1968                                         |                                              | 327                                          | 327                                          |
| 1975 | 1975                                         |                                              | 321                                          | 321                                          |
| 1982 | 1982                                         |                                              | 310                                          | 310                                          |
| 1990 | 1990                                         |                                              | 286                                          | 286                                          |
| 1999 | 1999                                         |                                              | 340                                          | 340                                          |
| 2006 | 2006                                         |                                              | 353                                          | 353                                          |
| 2009 | 2009                                         |                                              | 373                                          | 373                                          |
| 2014 | 2014                                         |                                              | 391                                          | 391                                          |
| 2020 | 2020                                         |                                              | 377                                          | 377                                          |
| Quelle(n): EHESS/Cassini bis 2006, ab 2009 INSEE Anmerkung(en): • Ab 1962 offizielle Zahlen ohne Einwohner mit Zweitwohnsitz • Höchste Einwohnerzahl 1876 mit 741, tiefste Einwohnerzahl 1990 mit 286 (38,6 % vom Maximum) |                                              |                                              |                                              |                                              |

| Bevölkerungsstruktur | Anzahl Einwohner | männlich | weiblich | davon Ausländer | Anteil % |
| -------------------- | ---------------- | -------- | -------- | --------------- | -------- |
|                      | 374              | 185      | 189      | 14              | 3,7      |

| Männer | Alterstufe | Frauen |
| ------ | ---------- | ------ |
| 0      | 90 + älter | 4      |
| 17     | 75–89      | 24     |
| 37     | 60–74      | 41     |
| 39     | 45–59      | 31     |
| 37     | 30–44      | 34     |
| 18     | 15–29      | 23     |
| 38     | 0–14       | 33     |

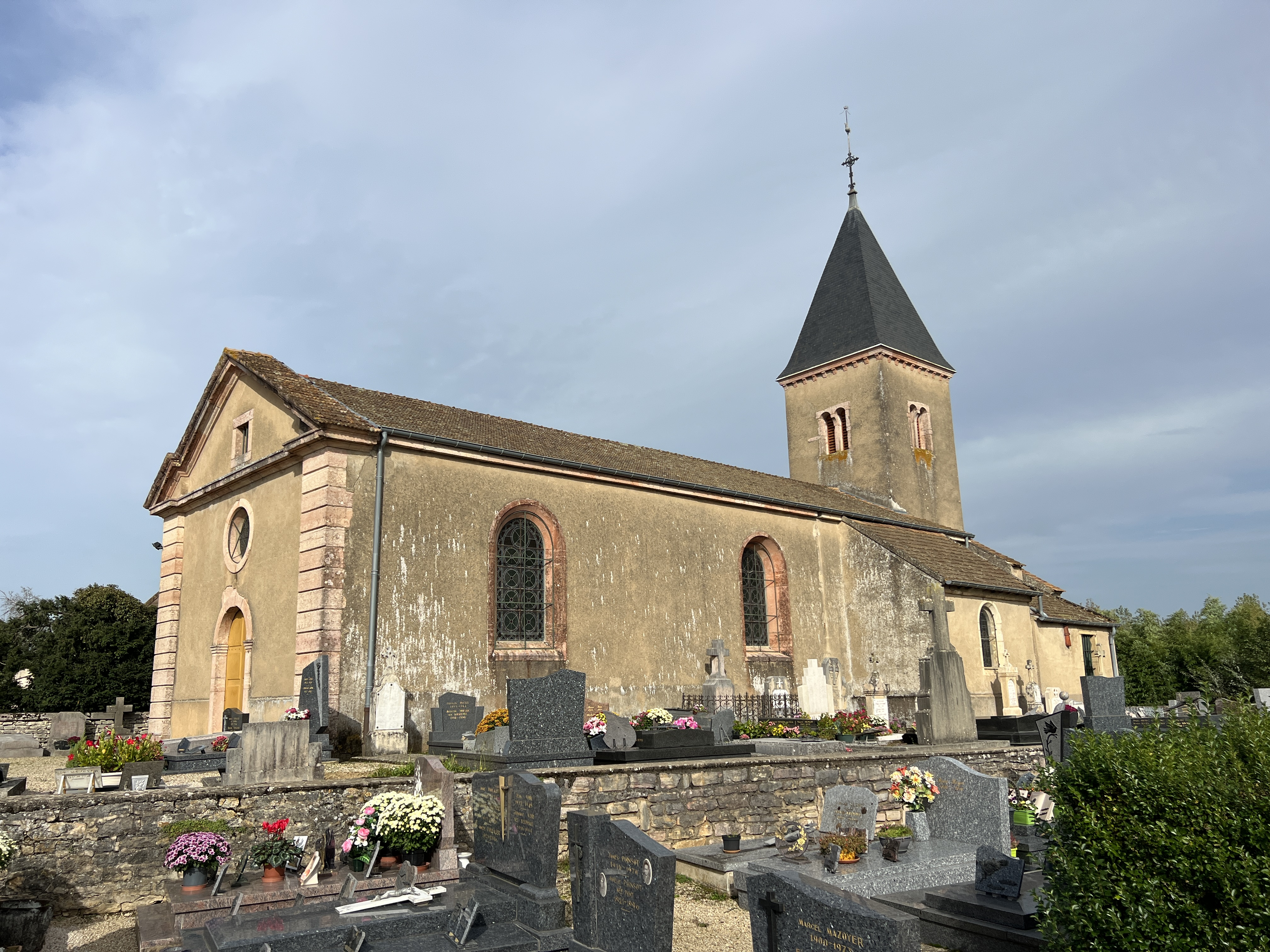
Kirche Notre-Dame-de-l’Assomption von Ratenelle

Die Bevölkerungsstruktur zwischen Männern und Frauen ist weitgehend ausgeglichen. Dabei sind 49 % der Bevölkerung jünger als 45 Jahre. Demgegenüber sind 33 % der Einwohner älter als 60 Jahre und damit im Rentenalter.
| Wohnstruktur               | Anzahl Wohneinheiten | davon Häuser | Wohnungen | sonstige |
| -------------------------- | -------------------- | ------------ | --------- | -------- |
|                            | 220                  | 214          | 6         |          |
| davon Hauptwohnsitz        | 165                  |              |           |          |
| Zweit- oder Ferienwohnsitz | 26                   |              |           |          |
| vakant                     | 21                   |              |           |          |

## Wirtschaft und Infrastruktur

### Unternehmen, Betriebe, Ladengeschäfte und Einrichtungen
In der Gemeinde gibt es nebst Kirche und Mairie (Gemeindehaus) folgende Unternehmen nach Branchen:
| Branche                                                           | Anzahl Betriebe |
| ----------------------------------------------------------------- | --------------- |
| Industrie und verarbeitendes Gewerbe                              | 2               |
| Baugewerbe                                                        | 3               |
| Groß- und Einzelhandel, Verkehr, Beherbergung und Gastronomie     | 3               |
| Information und Kommunikation                                     |                 |
| Finanz- und Versicherungsdienstleistungen                         |                 |
| Grundstücks- und Wohnungswesen                                    |                 |
| Freiberufliche, wissenschaftliche und technische Dienstleistungen | 4               |
| Öffentliche Verwaltung, Unterricht, Gesundheits- und Sozialwesen  | 5               |
| Sonstige Dienstleistungen                                         | 1               |
| Land- und Forstwirtschaftsbetriebe                                | 4               |

In der Gemeinde befinden sich ein Coiffeursalon, zwei Bauhandwerksbetriebe, eine Schreinerei/Zimmerei und ein Elektriker. Im Weiteren verfügt die Gemeinde über einen Fußball- und einen Pétanqueplatz, eine Touristeninformation und eine Post. Mit den Gütern des täglichen Bedarfs versorgen sich die Einwohner in Cuisery oder in Tournus.

### Geschützte Produkte in der Gemeinde
Als AOC-Produkte sind in Ratenelle Crème et beurre de Bresse zugelassen, ferner Volaille de Bresse und Dinde de Bresse.

### Bildungseinrichtungen
In der Gemeinde besteht eine École primaire (École maternelle und École élémentaire), die der Académie de Dijon untersteht und von 24 Schulpflichtigen besucht wird. Für die Schule gilt der Ferienplan der Zone A.

## Sehenswürdigkeiten
- Kirche Notre-Dame-de-l'Assomption aus dem 12. Jahrhundert, Beschreibung und Fotos der Kirche[26]